# 2019-es romániai népszavazás
Romániában 2019. május 26-án, az európai parlamenti (EP) választás napján népszavazást tartottak a  korrupcióhoz kapcsolódó jogi kérdésekben. Mivel a szavazásra jogosultak 41,28%-a élt a szavazati jogával, a népszavazás eredményes lett. A szavazók túlnyomó többsége egyetértett abban, hogy tilos legyen amnesztiában vagy kegyelemben részesíteni a korrupciós bűncselekmények elkövetőit, és abban, hogy a kormány ne módosíthassa sürgősségi rendelettel a bűncselekmények meghatározását, a kiszabható büntetést, illetve az igazságszolgáltatás működését és hogy közvetlenül ne fordulhasson az Alkotmánybírósághoz jogorvoslatért.

## Előzmények
A 2016-os választások óta politikai harc folyik Romániában a választáson győztes Szociáldemokrata Párt (PSD) és az Országos Korrupcióellenes Ügyészség (DNA), illetve később Klaus Johannis államfő között. A PSD-t vezető Liviu Dragnea különféle korrupciós bűncselekmények gyanúja miatt indított eljárások vádlottja, ezért nem vállalhatott hivatalos tisztséget. Pártja 2018-ban elmozdította helyéről a DNA vezetőjét, Laura Codruța Kövesit. A PSD ezután a törvényhozásban igyekezett elérni, hogy a Dragneát sújtó összeférhetetlenségi szabályok – például a büntetlen előélet követelménye – megszűnjenek. Az államfő azonban igyekezett megakadályozni ezeket a kezdeményezéseket. Így Klaus Johannis 2019. március 28-án bejelentette, népszavazást ír ki az európai parlamenti választások napjára.
2019. április 24-én a PSD és a Liberálisok és Demokraták Szövetsége (ALDE) kormányzó koalíciója a Romániai Magyar Demokrata Szövetség (RMDSZ) támogatásával megszavazta a román büntető törvénykönyv és a büntetőeljárásokról szóló törvénykönyv módosítását, amely – egyebek mellett – csökkenti az elévülési határidőket és megszünteti a hivatali gondatlanság büntethetőségét.
Az ellenzéki pártok szerint a törvénymódosítások Liviu Dragneának kedveznek, aki egy ellene folyó per vádja szerint 2006 és 2012 között hivatali visszaélésre való felbujtás bűncselekményét követte el.
Az államfő 2019. április 25-én írta alá a népszavazás kiírásáról szóló rendeletet és ismertette a kérdéseket.

## Lebonyolítása
A szavazáson megjelenők három szavazólapot kapnak: egy az EP-választáshoz tartozik, kettő pedig a népszavazás kérdéseié. Szavazáskor a népszavazás szavazólapjain a „DA” (igen) vagy a „NU” (nem) feliratot tartalmazó négyzetek egyikébe a „Votat” (am. megszavazva) feliratú pecséttel kell jelet tenni. A lepecsételt szavazólapokat bármelyik urnába be lehet dobni. A népszavazást a Központi Választási Iroda (románul Biroul Electoral Central, BEC) rendezi.

## A kérdések
Az állampolgároknak két kérdésre kell válaszolniuk (zárójelben a kérdések román nyelven).
1. Egyetért-e azzal, hogy tilos legyen amnesztiában vagy kegyelemben részesíteni a korrupciós bűncselekmények elkövetőit? (Sunteți de acord cu interzicerea amnistiei și grațierii pentru infracțiuni de corupție?)

1. Egyetért-e azzal, hogy a kormány ne módosíthassa sürgősségi rendelettel a bűncselekmények meghatározását, a kiszabható büntetést, illetve az igazságszolgáltatás működését és hogy közvetlenül ne fordulhasson az Alkotmánybírósághoz jogorvoslatért? (Sunteți de acord cu interzicerea adoptării de către Guvern a ordonanțelor de urgență în domeniul infracțiunilor, pedepselor și al organizării judiciare și cu extinderea dreptului de a ataca ordonanțele direct la Curtea Constituțională?)

## Vélemények
- Igen szavazatok leadását ajánlja:
  - Nemzeti Liberális Párt (PNL)
  - Mentsétek meg Romániát Szövetség (USR)
  - Szabadság, Egység és Szolidaritás Párt (PLUS)
  - Romániai Magyar Demokrata Szövetség (RMDSZ)
  - Népi Mozgalom Párt (PMP)
- Nem szavazatok leadását ajánlja:
  - nem volt ilyen
- Távolmaradásra szólított fel:
  - Liberálisok és Demokraták Szövetsége (ALDE)

A Szociáldemokrata Párt nem fogalmazott meg határozott véleményt.

## Eredmények
| Korrupcióval kapcsolatos bűncselekmények | 6 102 735 | 85,42 | 1 041 852 | 14,58 | 397 684 | 7 542 271 | 18 277 511 | 41,27 | Elfogadva |
| Kormányrendeletek                        | 6 119 967 | 85,70 | 1 021 375 | 14,30 | 401 536 | 7 543 407 | 18 278 290 | 41,27 | Elfogadva |
| Forrás: BEC                              |           |       |           |       |         |           |            |       |           |

## Következmények
2019. május 30-án Klaus Iohannis államelnök levelet írt a parlamenti pártok és a parlamentben képviselettel rendelkező szervezetek elnökeinek, amelyben konzultációra hívta őket a népszavazás eredményének a gyakorlatba ültetése érdekében. 2019. június 13-án az államfő valamint a Nemzeti Liberális Párt, a Mentsétek meg Romániát Szövetség, a PRO Románia és a Népi Mozgalom Párt nemzeti politikai egyezményt írtak alá, amelyben vállalták, hogy a jogszabályokba ültetik a korrupciós bűncselekmények amnesztiájának tilalmát, az igazságszolgáltatásra vonatkozó jogszabályok kormányrendelettel való módosításának tilalmát, valamint azokat az intézkedéseket, amelyek biztosítják a közhatalmat gyakorlók integritását, illetva a román állampolgárok szavazati jogának gyakorlását mind bel- mind külföldön..

## Fordítás
- Ez a szócikk részben vagy egészben  a   Referendumul pe tema justiţiei című román Wikipédia-szócikk ezen változatának fordításán alapul.  Az eredeti cikk szerkesztőit annak laptörténete sorolja fel. Ez a jelzés csupán a megfogalmazás eredetét és a szerzői jogokat jelzi, nem szolgál a cikkben szereplő információk forrásmegjelöléseként.
- Ez a szócikk részben vagy egészben  a(z)   2019 Romanian referendum című angol Wikipédia-szócikk ezen változatának fordításán alapul.  Az eredeti cikk szerkesztőit annak laptörténete sorolja fel. Ez a jelzés csupán a megfogalmazás eredetét és a szerzői jogokat jelzi, nem szolgál a cikkben szereplő információk forrásmegjelöléseként.